# Georges De Spae
Georges De Spae (ur. 30 września 1900 w Gandawie, zm. 20 czerwca 1974 w Kortrijk) – belgijski piłkarz grający na pozycji pomocnika. Był reprezentantem Belgii.

## Kariera klubowa
Całą swoją karierę piłkarską De Spae spędził w klubie ARA La Gantoise, w którym w 1920 roku zadebiutował w pierwszej lidze belgijskiej i grał w nim do 1929 roku.

## Kariera reprezentacyjna
W reprezentacji Belgii De Spae zadebiutował 11 listopada 1924 roku w wygranym 3:0 towarzyskim meczu z Francją, rozegranym w Brukseli i w debiucie strzelił 2 gole. W 1924 roku był w kadrze Belgii na Igrzyska Olimpijskie w Paryżu, a w 1928 na Igrzyska Olimpijskie w Amsterdamie. Od 1924 do 1928 roku rozegrał 5 meczów i strzelił 2 gole w kadrze narodowej.